# La Berlière
 La Berlière  es una población y comuna francesa, en la región de Champaña-Ardenas, departamento de Ardenas, en el distrito de Vouziers y cantón de Buzancy.
Está integrada en la Communauté de communes de l'Argonne Ardennaise.

## Demografía
| 298 | 325 | 326 | 297 | 287 | 276 | 314 | 235 | lac. | lac. | 244 | 221 | 206 | 202 | 191 | 185 | 136 | 145 | 136 | 124 | 111 | 106 | 86 | 87 | 62 | 91 | 86 | 86 | 66 | 60 | 41 | 32 | 45 |
| Para los censos de 1962 a 1999 la población legal corresponde a la población sin duplicidades (Fuente: INSEE [Consultar]) |     |     |     |     |     |     |     |      |      |     |     |     |     |     |     |     |     |     |     |     |     |    |    |    |    |    |    |    |    |    |    |    |